# Inga mendoncaei
Espèce
Statut de conservation UICN

 EN  : En danger
Inga mendoncaei est une espèce de plantes à fleurs du genre Inga de la famille des Fabaceae.
L’espèce est endémique de l'écorégion de la forêt atlantique du sud-est du Brésil.
Il s'agit d'une espèce en danger d’extinction, inscrite sur la liste rouge de l'Union internationale pour la conservation de la nature.